# Heterochemmis
Heterochemmis es un género de arañas araneomorfas de la familia Liocranidae. Se encuentra en México.

## Lista de especies
Según The World Spider Catalog 12.0:
- Heterochemmis mirabilis (O. Pickard-Cambridge, 1896)
- Heterochemmis mutatus Gertsch & Davis, 1940